# Bertrand Renaudin
Bertrand Renaudin (* 23. April 1955 in Nantes) ist ein französischer Schlagzeuger und Komponist des Modern Jazz.

## Leben und Wirken
Renaudin studierte auf dem Konservatorium seiner Heimatstadt klassisches Schlagwerk, um dann ab 1971 die Schlagzeugschule von Dante Agostini und Kenny Clarke zu besuchen (Diplom 1976). Er ging dann nach Nantes zurück, wo er eine Musikschule gründete und seine eigene Methode des Schlagzeugspiels publizierte; daneben arbeitete er als Studiomusiker. 1988 nahm er mit seinem eigenen Quartett erfolgreich am Wettbewerb von La Défense teil. Mit Jean-Jacques Avenel und Richard Galliano gehörte er von 1988 bis 1991 zum Quartett von Steve Potts (Pearls, 1990); daneben gründete er das Perkussions-Ensemble Confrèrie des caisses und leitete die Nantes Open Jazz Compagnie. In den nächsten Jahren spielte er auch im Trio mit François Jeanneau und Jean-Paul Céléa (Rencontre, 1991) sowie mit Serge Lazarevitch und Philippe Aerts. Zwischen 1997 und 1999 gehörte er dem Quartett von Jean-Charles Capon an.
Seit 1992 spielte Renaudin auch Solokonzerte. Neben seinen Combos spielt er auch mit seinem großformatigen Zoomtop Orchestra. Mehrfach tourte er durch Afrika und den Orient.

## Diskographische Hinweise
- Délire et Utopie, 1975
- Jean-Luc Chevalier, Bertrand Renaudin, Marc Eliard Un pied dans le vide, 1985
- Paris Concert, 1992
- L'Arbre Voyage – The Travelling Tree, 2000 (mit Hervé Sellin und Yves Rousseau)
- Les fleurs auront toujours le dernier mot, 2005
- Bertrand Renaudin/Cyril Prévost/Yves Torchinsky/Thierry Bonneaux Château rouge, 2010

## Lexikalischer Eintrag
- Philippe Carles, André Clergeat, Jean-Louis Comolli: Le nouveau dictionnaire du jazz. R. Laffont: Paris 2011